# Cottage Grove (Oregón)
Cottage Grove es una ciudad ubicada en el condado de Lane en el estado estadounidense de Oregón. En el año 2007 tenía una población de 9,345 habitantes y una densidad poblacional de 988 personas por km².

## Geografía
Cottage Grove se encuentra ubicada en las coordenadas 43°47′41″N 124°3′9″O / 43.79472, -124.05250.

## Demografía
Según la Oficina del Censo en 2000 los ingresos medios por hogar en la localidad eran de $30,442 y los ingresos medios por familia eran $37,457. Los hombres tenían unos ingresos medios de $30,775 frente a los $23,485 para las mujeres. La renta per cápita para la localidad era de $14,550. Alrededor del 19.8% de la población estaban por debajo del umbral de pobreza.